# 世紀東急工業
世紀東急工業株式会社（せいきとうきゅうこうぎょう）は、東京都港区に本社を置く建設会社。略称は、世紀工（せいきこう）。JPX日経中小型株指数の構成銘柄の一つ。

## 概要
道路の施工・舗装を主業務としている。東急建設の道路工事事業を分離した東急道路を前身の一つとしているため、東急建設とはお互いに業務を補完しあう関係にある。

## 沿革
- 1950年1月 - 世紀建設工業株式会社として設立。
- 1962年4月 - 世紀建設株式会社に商号変更。
- 1967年1月 - 東急建設の道路工事部門が独立し、東急道路株式会社を設立。
- 1973年9月 - 東京証券取引所市場第二部に上場。
- 1982年5月 - 世紀建設株式会社が東急道路株式会社を合併し世紀東急工業株式会社に商号変更。同時に東急グループ入り。
- 1982年11月 - 東京証券取引所市場第一部に指定替え。

## 出来事・トラブル
- 同社は、大阪空港B滑走路の舗装工事を、2007年9月から2008年2月末までの間に請け負っていたが、その際、アスファルトに、大量の鉄線が混入していたことが判明した。国土交通省近畿地方整備局は、同社に対し補修工事を行わせた上、同社を2010年11月30日から1か月間の指名停止処分にした[2]。
- 東日本高速道路発注の東日本大震災復旧舗装工事の入札に関し私的独占の禁止及び公正取引の確保に関する法律（独占禁止法）違反があったとして公正取引委員会は同社に対し、2016年12月2日から45日間の営業停止処分とした。
- 新潟県は、県発注の工事で作業員が負傷する事故を起こしたとして、同社を2023年9月22日から2週間の指名停止とした[3]。